# Universidade do Zimbábue
A Universidade de Zimbábue, ou do Zimbabwe, é uma instituição pública de ensino superior e a mais importante universidade do Zimbábue. Foi fundada em 1953 em Harare e é o centro educativo governamental mais antigo do país, com 840 professores e mais de 17 mil estudantes de licenciatura.